# شيتشاو-فيرك
شيتشاو-فيرك Schichau-Werke كانت شركة ألمانية للأعمال الهندسية وبناء السفن يقع مقرها في إلبينغ في ألمانيا (الآن إلبلج في بولندا). كما أن لديها حوض بناء سفن فرعي في غدانسك القريبة (الآن: تقع غدانسك في بولندا). بسبب الغزو السوفيتي لشرق ألمانيا انتقل مقرها إلى بريمرهافن في مارس 1945، واستمرت في العمل حتى عام 2009.

## السنوات الأولى
درس فرديناند شيتشاو الهندسة في برلين براينلاند وبريطانيا العظمى. في عام 1837 أسس مؤسسة الهندسة والتي عرفت لاحقًا باسم F. Schichau GmbH, Maschinen- und Lokomotivfabrik. بدأت الشركة بإنتاج مكابس هيدروليكية وحفارات. في عام 1860، ثم قاطرات للسكك الحديدية لبروسيا الشرقية. وبدأت من عام 1867 ببناء القاطرات بشكل جدي، وبعد ثلاث سنوات تم ربط المصنع بشبكة السكك الحديدية. في أوائل القرن العشرين، كانت الشركة واحدة من العديد من الشركات التي صممت Prussian P 8، وهي القاطرة البخارية الأكثر عددًا في عصرها. 

## أحواض بناء السفن
من عام 1847، أنتجت شيتشاو محركات بخارية للسفن، بدءًا من المحرك لأول باخرة جيمس وات المصنّعة بالكامل من الطراز البروسي (التي بناها حوض بناء السفن Mitzlaff القريب). في عام 1854، بنى الشركة حوض بناء السفن في ايبن،  المعروف باسم Elbinger Dampfschiffs-Reederei F. Schichau ('Elbing Steamship Shipping Company F. Schichau'). أول سفينة تم إطلاقها كانت سفينة بخارية صغيرة بوروسيا في عام 1855 - أول سفينة دفع حديدية بروسية. تم توسيع حوض بناء السفن لاحقًا، وفي عام 1872 استحوذ شيتشاو على ساحة ميتزليف. 
من عام 1877، أنتج حوض بناء السفن سفن للبحرية البروسية ولتصدير، وأصبحت متخصصة في زوارق الطوربيد والمدمرات في وقت لاحق. أصبحت الشركة المصنعة الرئيسية لقوارب الطوربيد للبحرية البروسية.  تم عرض محرك أس1 في عام 1884 كأحد قوارب الطوربيد الأولى في ألمانيا، معروض في المتحف الألماني في ميونيخ اليوم.

### سنوات ما بين الحربين
عندما توفي Ziese في عام 1917، انتقلت إدارة الشركة إلى زوج ابنته الوحيدة السويدي كارل كارلسون. بعد وفاته، تسلم هيلدغارد كارلسون الشركة. بعد الحرب العالمية الأولى، تعرض حوض بناء السفن للتهديد بالإفلاس وفي عام 1929 تم شراؤه من قبل الحكومة الألمانية.  في عام 1930، اشترت الشركة ساحة صغيرة في كونيغسبرغ. 
بعد الحرب العالمية الأولى، شُجّعت شيشاو، إلى جانب الاتحاد الجيسيري في كونيغسبرغ (التي تولياها لاحقًا)، على التركيز على بناء القاطرة بمساعدة الإعانات الحكومية المعروفة باسم Osthilfe («المساعدات الشرقية»). خلال الحرب العالمية الثانية، أبرمت شيتشاو-فيرك مع أغسطس بورسيج عدة عقود مع والتي استمرت في الإنتاج حتى يناير 1945. 

## إنتاج غواصات يو
خلال الحرب العالمية الثانية، قامت الشركة ببناء 94 غواصة يو كريغسمارينه (البحرية الألمانية) في حوض بناء السفن في دانزيغ. أنتجت الساحة في Elbing غواصات صغيرة من فئة سيهوند. بالإضافة إلى تصنيع غواصات الفئة السابعة سي، قام حوض بناء السفن في دانزيغ أيضًا ببناء غواصات الفئة الواحدة والعشرون الثورية. تم بناء 62 غواصة من الفئة السابعة (واثنان من الفئة السابعة سي/41أس) حتى عام 1944، قبل تحويل الإنتاج إلى غواصات من الفئة الواحدة والعشرون. تم بناء ما مجموعه 30 غواصة من هذه الفئة الأخيرة وتم إطلاقها في دانزيج بنهاية الحرب لكنها لم ترَ قتالًا أبدًا.

## العمال السخرة
أثناء الحرب العالمية الثانية، نُقل سجناء من بولندا وفرنسا وهولندا وليتوانيا ولاتفيا وألمانيا والمجر من معسكرات الاعتقال التابعة لمعسكر شتوتثوف قرب دانزيج للعمل في شيتشاو. تلقى السجناء حصص إعاشة غير كافية: نصف لتر من الحساء الخفيف و250 غرام من الخبز يوميًا. لم يكن هناك ملابس شتوية. مات الكثير من هؤلاء العمال القسريين نتيجة للأوبئة والحوادث والضرب على أيدي الحراس. أحرقت الجثث في المحرقة لكن دفن أيضا في مقابر جماعية في مقبرة Saspe (الآن Zaspa منطقة غدانسك).

## التاريخ الحديث
في أوائل عام 1945، نقلت الشركة الرصيف العائم (هو نظام نقل يتم فيه دحرجة السفينة لإطلاقها في البحر) إلى فليندر فيرك في لوبيك. فر رئيس الشركة التنفيذي هيرمان نو وبعض الموظفين من دانزيج على متن سفن غير مكتملة إلى بريمرهافن في مارس 1945، عندما اقتربت القوات السوفيتية. في أبريل أسس نو شركة شيتشاو جديدة. في أوائل سنوات ما بعد الحرب، قامت الشركة بإصلاح الآلات والمحركات الزراعية والقاطرات والترام. بعد أن رفع الحلفاء الغربيون الحظر المفروض على بناء السفن في ألمانيا الغربية في عام 1951، أعادت شيتشاو فتح حوض بناء السفن في بريمرهافن.
تم دمج شيتشاو لاحقًا في شيتشاو سيبيكفيرت في بريمرهافن، والتي استمرت في العمل حتى عام 2009. 

## السفن التي بنتها شيتشاو (اختيار)

### سفن مدنية
- <i id="mweA">كولومبوس</i> (1922)، ثم Homeric
- أوسكودار (1927)، غرقت عبارة الركاب التركية في عام 1958

### السفن البحرية

#### البوارج
- Wittelsbach-فئة battleship
  - غواصة Wettin: Launched 6 January 1901
- Braunschweig-فئة battleships
  - غواصة Elsass: Launched 26 May 1903
  - غواصة Lothringen: Launched 27 May 1904
- Helgoland-فئة battleship
  - غواصة Oldenburg: Launched 30 June 1910
- Kaiser-فئة battleship
  - غواصة König Albert: Launched 27 April 1912
- Bayern-فئة battleship
  - غواصة Baden: Launched 30 October 1915

#### Battlecruisers
- Derfflinger-فئة battlecruiser
  - غواصة Lützow: Launched 29 November 1913
- Mackensen-فئة battlecruiser
  - غواصة Graf Spee: Launched 15 September 1917

#### الغواصات (قوارب يو)
- 64 غواصة من الفئة السابعة (1939-1944)
- 30 غواصة من الفئة الواحدة والعشرون(1943-1945)

#### Großes Torpedoboot 1913 class Torpedo Boats
- S31
- S32
- S33
- S34
- S35
- S36

#### Großes Torpedoboot 1916 class Torpedo Boats
- غواصة S113

#### Torpedoboot 1935
- 6 × Torpedoboot 1935 
  - T1
  - T2
  - T3
  - T4
  - T9
  - T10

#### Torpedoboot 1937
- 9 × Torpedoboot 1937 
  - T13
  - T14
  - T15
  - T16
  - T17
  - T18
  - T19
  - T20
  - T21

#### Flottentorpoedoboot 1939
- 15 × Flottentorpedoboot 1939 
  - T22
  - T23
  - T24
  - T25
  - T26
  - T27
  - T28
  - T29
  - T30
  - T31
  - T32
  - T33
  - T34
  - T35
  - T36

#### Flottentorpedoboot 1941
- 15 × Flottentorpedoboot 1941 (بدأ البناء ولم يتم الانتهاء منه قبل نهاية الحرب)

#### القوات البحرية الأجنبية
- <i id="mwARE">نوفيك</i> (طراد روسي)
- يو إس إس <i id="mwARQ">سومرز</i> (قارب طوربيد)
- NMS <i id="mwARc">Trotușul</i> (قارب طوربيد)